# Monobactàmic

Estructura de l'Aztreonam.

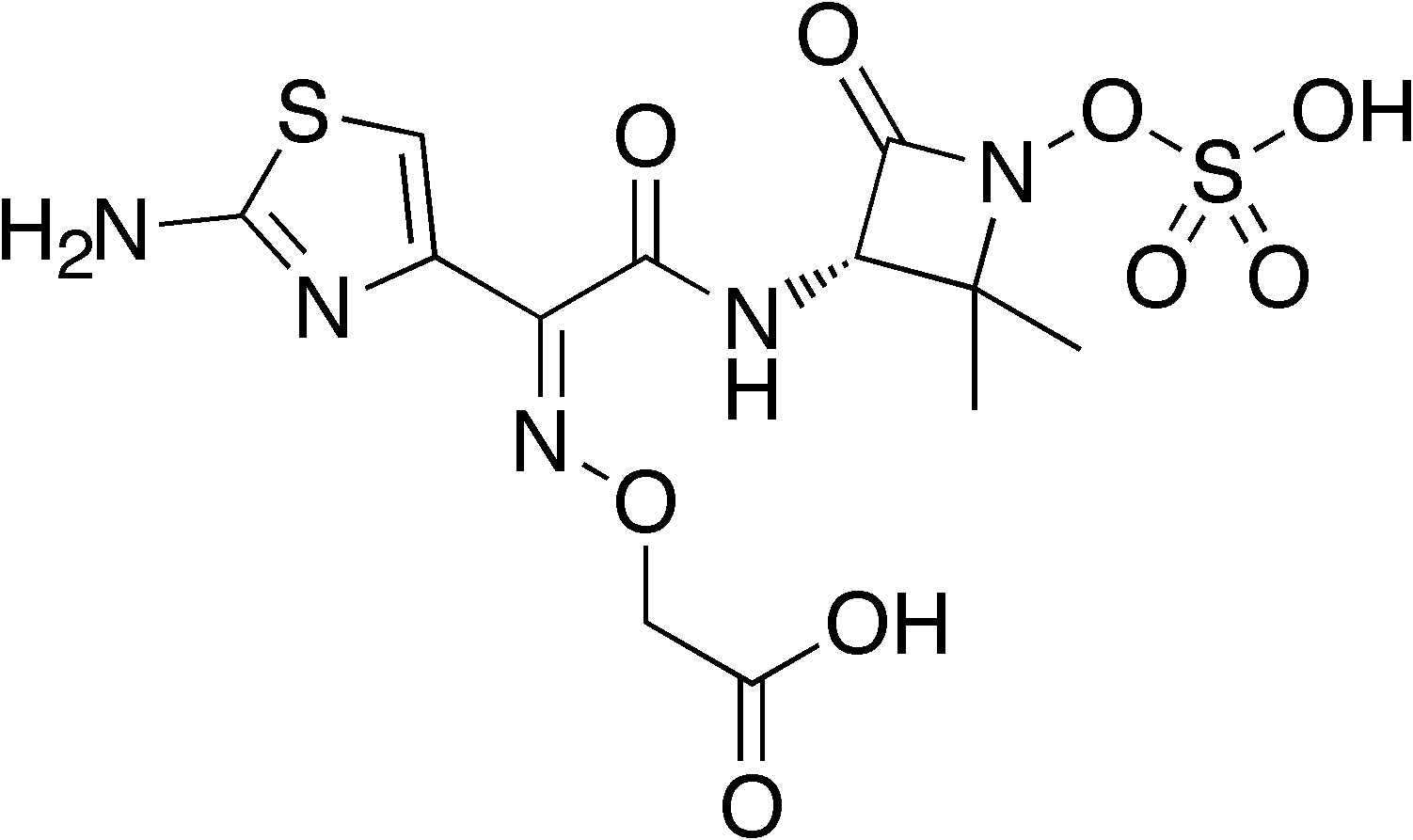
Estructura del Tigemonam

Els monobactàmics, en anglès:Monobactams, són compostos antibiòtics β-lactàmics en els quals l'anell de β-lactama està sol i no està fos amb un altre anell (en contrast amb la majoria dels altres β-lactàmics, que tenen com a mínim dos anells). Només actuen contra bacteris gram negatius.
Comercialment, només hi ha un medicament anomenat aztreonam.
Altres exemples de monobactams són tigemonam, nocardicin A, i tabtoxin.
Els efectes adversos de l'ús de monobactams poden incloure problemes en la pell i en el fetge, o tenen reaccions d'hipersensibilitat encreuada amb la penicil·lina.